# Softball

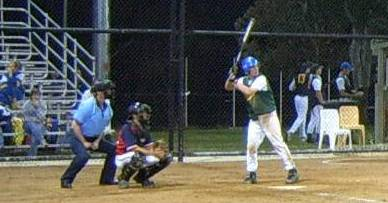
Rozgrywki.

Softball – gra podobna do baseballu, lecz rozgrywana na mniejszym boisku, większą piłką oraz lżejszą i cieńszą pałką.
Rywalizują ze sobą dwie drużyny po 9 zawodników. Główna część pola gry jest kwadratem o boku 18,3 m. W narożnikach umieszczone są bazy (jedna z baz to baza domowa). W grze używa się piłki o obwodzie blisko 30 cm (11 lub 12 cali w zależności od rodzaju rozgrywek
) i wadze 166-173 g oraz pałki o długości około 86 cm i wadze około 1 kg. Mecz składa się z 7 inningów. W każdej z nich obie drużyny grają na przemian w ataku i w obronie. Drużyna atakująca odbija pałką piłkę rzuconą (od dołu) przez miotacza z drużyny przeciwnej.
Celem odbijającego jest wybicie piłki, a następnie obiegnięcie 3 baz i dotarcie do bazy domowej, co daje drużynie 1 punkt.
Drużyna rywali dąży do wyeliminowania biegnących do bazy domowej przeciwników. Osiąga się to poprzez złapanie lecącej piłki z góry lub poprzez dotknięcie przeciwnika trzymaną w ręce piłką (z zastrzeżeniem, że biegnący nie jest akurat na którejś bazie). Łapacz (wyłapujący piłki od miotacza) nosi dodatkowy ekwipunek: kask, maskę, ochraniacz na klatkę piersiową i nogi oraz rękawicę. Softball rozwijał się równocześnie jako gra halowa i forma rozrywki pod gołym niebem, popularna zwłaszcza wśród kobiet, dla których baseball był zbyt wymagający fizycznie.
W 1996 dyscyplina ta dołączyła do oficjalnej listy gier olimpijskich, choć tylko w wykonaniu kobiet. Określenie jej jako kobiecej odmiany baseballu jest jednak błędem ze względu na fakt, że chociażby w Stanach istnieje wiele męskich zespołów grających w softball. W 2005 softball skreślono z listy dyscyplin olimpijskich, począwszy od 2012 roku. W 2016 dyscyplina ta powróciła do grona sportów olimpijskich, a w 2021 podczas Letnich Igrzysk Olimpijskich 2020 w Tokio po trzynastu latach przerwy wróciła do programu igrzysk.